# Eragrostis bahiensis
Eragrostis bahiensis är en gräsart som beskrevs av Johann Jakob Roemer och Schult.. Eragrostis bahiensis ingår i släktet kärleksgrässläktet, och familjen gräs. Inga underarter finns listade i Catalogue of Life.